# Dreikampf-Europameisterschaft
Die Dreikampf-Europameisterschaft wurde von 1986 bis 1988 in der Karambolagevariante Dreikampf in drei verschiedenen Disziplinen ausgetragen. Ausgerichtet wurde sie vom europäischen Karambolagebillard-Verband CEB (Confédération Européenne de Billard). Diese Mehrkampfmeisterschaft wird international auch Triathlon genannt.

## Geschichte und Modi
Als Nachfolgeturnier des Fünfkampfs sollte die Dreikampfmeisterschaft etabliert werden. Sie setzte sich aber nicht durch und wurde nur zwei Mal ausgetragen.

### Partiedistanzen
- 1986: Einband (75 Points), Cadre 71/2 (125 Points) und Dreiband (25 Points)
- 1988: Freie Partie (100 Points), Cadre 47/1 (100 Points), Cadre 71/2 (100 Points)

## Turnierstatistik
| Jahr | Ort         | Gold          | VGD    | Silber          | VGD   | Bronze          | VGD    |
| ---- | ----------- | ------------- | ------ | --------------- | ----- | --------------- | ------ |
| 1986 | Klarenbeek  | Marco Zanetti | 105,52 | Peter Bracke    | 85,30 | Franz Stenzel   | 106,44 |
| 1988 | Bad Mondorf | Franz Stenzel | 081,40 | Philippe Deraes | 81,66 | Raimond Burgman | 077,20 |

- Karte mit allen verlinkten Seiten:
- OSM |
- WikiMap